# Фегич, Адриано
Адриано Фегич (англ. Adriano Fegic; род. 16 сентября 1956, Постойна) — югославский и словенский футболист, нападающий.

## Карьера
С 1977 по 1985 год выступал в составе «Риеки» в высшем дивизионе чемпионата Югославии. В сезоне 1984/85 стал лучшим бомбардиром первенства. В розыгрыше кубка УЕФА 1984/85 забил четыре мяча, в том числе в ворота мадридского «Реала». Позже выступал за ряд французских клубов.

## Достижения
Риека
- Кубок Югославии: 1978, 1979
- Балканский кубок: 1978